# Cerje (okręg raski)
Cerje (cyr. Церје) – wieś w Serbii, w okręgu raskim, w mieście Kraljevo. W 2011 roku liczyła 537 mieszkańców.